# جاك دنيس
جاك دنيس (4 يناير 1913 في المملكة المتحدة - 21 أغسطس 2006) (بالإنجليزية: Jack Dennis)‏ هو لاعب كريكت بريطاني (وحمل سابقاً جنسية المملكة المتحدة لبريطانيا العظمى وأيرلندا). لعب مع نادي مقاطعة ساسكس للكريكت ‏.

## وصلات خارجية
- جاك دنيس على موقع إي آس بي آن كريك إنفو (الإنجليزية)